# Shooters (film, 2010)
Pour plus de détails, voir Fiche technique et Distribution.
Shooters (鎗王之王, Cheung wong ji wong) est un film d'action hongkongais co-écrit et réalisé par Derek Yee et sorti en 2010 à Hong Kong.
C'est la suite de Double Tap (2000), avec Leslie Cheung et Alex Fong (en), et One Nite in Mongkok (2004), dans lequel Daniel Wu joue un personnage différent. Alex Fong est le seul acteur à reprendre la rôle qu'il tenait dans les deux premiers volets.
Le film totalise 1 522 727 US$ de recettes au box-office.

## Synopsis
Ken (Louis Koo), un champion de tir, termine une compétition de l'IPSC (en) quand il assiste à une attaque de fourgon blindé. Il voit un policier pris en otage et utilise son arme de sportif pour tuer quatre des voleurs. L'un d'entre eux s'échappe et le policier s'en sort vivant. L'affaire est traitée par Jerry Chong (Daniel Wu), que Ken connaît pour l'avoir récemment battu lors d'un match de tir. Ken est déclaré non coupable devant le tribunal. Peu de temps après, il est retrouvé par le voleur s'étant échappé, Pang To (Chapman To).

## Fiche technique
- Titre original : 鎗王之王
- Titre français : Shooters
- Titre international : Triple Tap
- Réalisation : Derek Yee
- Scénario : Chun Tin-nam, Lau Ho-leung et Derek Yee
- Photographie : Anthony Pun
- Montage : Kwong Chi-leung
- Musique : Peter Kam
- Production : Henry Fong
- Société de production : Emperor Motion Pictures (en), Sil-Metropole Organisation, Beijing Poly-bona Film Publishing Company et Film Unlimited
- Société de distribution : Emperor Motion Pictures (en)
- Pays d'origine :  Hong Kong
- Langue originale : cantonais
- Format : couleur
- Genre : action
- Durée : 118 minutes
- Dates de sortie :
  - Chine et Hong Kong : 30 juin 2010
  - Malaisie et Singapour : 1er juillet 2010
  - Japon : 12 janvier 2013

## Distribution
- Louis Koo : Ken Kwan Yau-bok
- Daniel Wu : Jerry Chong Tze-wai
- Charlene Choi : Ting
- Li Bingbing : Anna
- Chapman To : Pang To
- Alex Fong (en) : Miu Chi-shun
- Lam Suet : Fong Chi-wo
- Michael Wong

## Récompenses
| Cérémonie                               | Catégorie        | Récipiendaire   | Issue      |
| --------------------------------------- | ---------------- | --------------- | ---------- |
| 30e cérémonie des Hong Kong Film Awards | Meilleur montage | Kwong Chi-leung | Nomination |